# Стрільниково (Чаїнський район)
Стрі́льниково (рос. Стрельниково) — село у складі Чаїнського району Томської області, Росія. Входить до складу Усть-Бакчарського сільського поселення.

## Населення
Населення — 85 осіб (2010; 121 у 2002).
Національний склад (станом на 2002 рік):
- росіяни — 91 %